# ریو گا گوتوکو کنزان
ریو گا گوتوکو کنزان (انگلیسی: Ryū ga Gotoku Kenzan) یک بازی ویدئویی بازی اکشن-ماجراجویی است که توسط سگا برای پلی‌استیشن ۳ ساخته و منتشر شده است.